# Nationalpark Pyrenäen

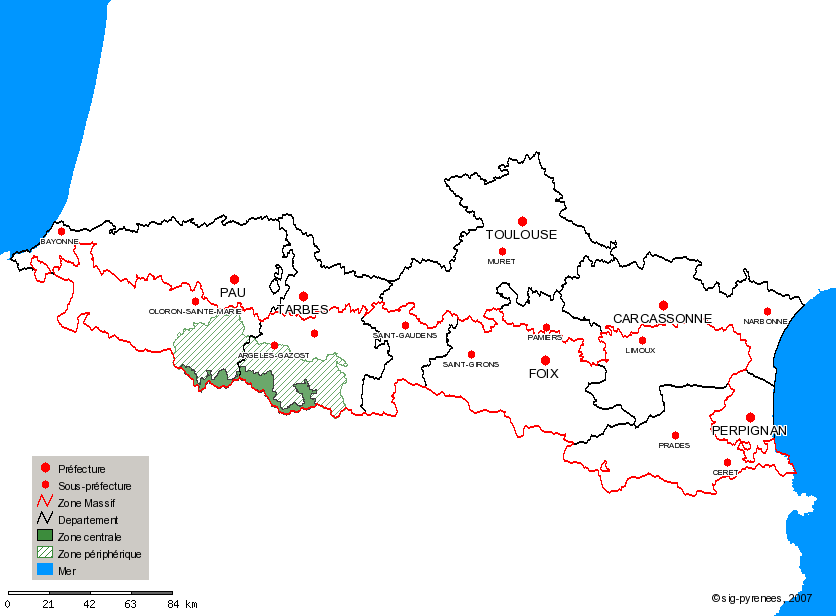
Die Lage des Nationalparks

Der Nationalpark Pyrenäen (französisch Parc national des Pyrénées, spanisch Parque nacional de los Pirineos) ist ein französischer Nationalpark auf der Nordseite der Pyrenäen und wurde 1967 gegründet. Er erstreckt sich fast 100 Kilometer entlang der französisch-spanischen Grenze und ist an den breitesten Stellen 15 Kilometer breit. Mit einer Fläche von 457 Quadratkilometern ist er der größte der drei Nationalparks in den Pyrenäen. Sein Gebiet erstreckt sich von den Bergen südlich von Lescun im Valleé d’Aspe im Westen bis zum Valleé d’Aure im Osten. Zu den bekanntesten Punkten des Parks gehören der Cirque de Gavarnie sowie das Vignemale-Massiv, der höchste Punkt der französischen Pyrenäen. Auf einem Teilstück seiner langgestreckten Südgrenze grenzt der Nationalpark Pyrenäen an den spanischen Nationalpark Ordesa y Monte Perdido.